# Затишок (Покровський район)
Затишок (до 2024 року — Суворове) — село Шахівської сільської громаді Покровського району Донецької області, в Україні.

## Історія
В середині ХІХ сторіччя село належало родині дворян Суворових. Ніякого зв'язку з відомим москвинським полководцем немає.
У 1858 році частина цього поселення і 540 десятин землі були володіннями підполковника Миколи Петровича Суворова. М. П. Суворов (1799 р.н.) = представник шостої гілки дворянського роду Суворових. який був сином секунд-майора Петра Суворова.
Згідно з актом межування 1858 року, друга частина села Притулок і 539 дес. землі належала поручику Степану Михайловичу Чапліну (синові секунд-майора Михайла Парфеновича Чапліна і власнику сільця Григорівка).
Після смерті підполковника М. П. Суворова, «деревня Убежище» перейшла у володіння його синів Олександра (1843 р.н.) і Василя (1847 р.н.).
За даними 1859 року в «деревне Убежище (Суворовка) при балке Липовой» було 2 двори та проживали лише 8 осіб. В 1897 році в «деревне Убежище» проживали вже 54 чоловіки і 37 жінок.
На 16.08.1896 року при «деревне Убежище» були ще землеволодіння корнета Сергія Яковича Туткевича [02].
Що стосується топоніма «Притулок», то це досить поширена назва серед невеликих поселень у дореволюційний час, як і «Убежище, Пристанище, Приют». «Убежище» — «притулок, де можна знайти захист, порятунок від чогось»; «Безпечне місце, де можна сховатися, або врятуватися від біди, неприємності, загрози».
У 30-х роках ХХ сторіччя у селі був створений колгосп імені Молотова.
У вересні 1943 року село Суворовка остаточно було звільнене 266 стрілецькою дивізією третьої гвардійської армії за підтримки частин 23 танкового корпусу.
Після другої світової війни, в селі відкрили початкову середню школу.
27 липня 2015 року село Суворове увійшло до складу новоствореної Шахівської сільської громади.
10 квітня 2024 року Комітет Верховної Ради України з питань організації державної влади, місцевого самоврядування, регіонального розвитку та містобудування підтримав перейменування села на Затишок. Остаточне перейменування відбудеться лише після успішного голосування у Верховній Раді.